# Larry Patey
Larry James Patey (* 19. März 1953 in Toronto, Ontario) ist ein ehemaliger kanadischer Eishockeyspieler, der im Verlauf seiner aktiven Karriere zwischen 1973 und 1985 unter anderem 757 Spiele für die California Golden Seals, St. Louis Blues und New York Rangers in der National Hockey League auf der Position des Centers bestritten hat. Sein jüngerer Bruder Doug war ebenfalls professioneller Eishockeyspieler.

## Karriere
Patey wurde im kanadischen Toronto geboren, schaffte jedoch über das US-amerikanische Juniorensystem im Jahr 1973 den Sprung in den Profibereich. Zwar wurde Patex von den Niagara Falls Flyers aus der Ontario Hockey Association gedraftet, jedoch entschied er sich für ein Studium an der Boston University. Da er jedoch nicht berechtigt war, für die Eishockeymannschaft der Universität zu spielen, lief der Mittelstürmer in der Saison 1972/73 für die Braintree Hawks in der New England Junior Hockey League auf. Im Sommer 1937 wurde der Kanadier sowohl im NHL Amateur Draft 1973 von den California Golden Seals aus der National Hockey League in der neunten Runde an 130. Stelle als auch den New England Whalers aus der mit der NHL konkurrierenden World Hockey Association im WHA Amateur Draft 1973 in der fünften Runde an 53. Stelle ausgewählt.
Der Angreifer wechselte daraufhin zur Spielzeit 1973/74 in den Profibereich und lief zunächst für die Salt Lake Golden Eagles in der Western Hockey League auf. Seine 83 Punkte in 76 Spielen in seiner ersten Profisaison bescherten ihm die Ernennung zum Rookie des Jahres der Liga. Zudem debütierte er in einer Partie für die California Golden Seals in der NHL. Mit Beginn der Saison 1974/75 war Patey Stammspieler bei den Golden Seals. In seiner ersten vollständigen NHL-Saison konnte er 45 Scorerpunkte in 79 Begegnungen sammeln. Nachdem er auch gut in sein zweites Ligajahr gestartet war, wurde er jedoch im November 1975 mit einem Drittrunden-Wahlrecht im NHL Amateur Draft 1977 an die St. Louis Blues abgegeben, die im Gegenzug Wayne Merrick an die Kalifornier abtraten.
In St. Louis fand der Offensivspieler für den Rest dieser sowie der folgenden acht Spielzeiten eine neue sportliche Heimat. Bei den Blues füllte Patey eine defensivere Rolle als noch bei den California Golden Seals aus. Dennoch war er pro Saison für 15 bis 20 Tore und annähernd 40 Punkte verantwortlich. Insbesondere in Unterzahlsituationen entwickelte sich der Kanadier im Laufe der Jahre zu einem Spezialisten. So erzielte er in der Saison 1980/81 acht seiner 22 Saisontore in Unterzahl, womit er einen Franchiserekord aufstellte. Bei der Wahl zum besten Defensivstürmer in dieser Spielzeit unterlag er Bob Gainey von den Canadiens de Montréal nur knapp. 
Pateys Zeit in St. Louis kam schließlich im März 1984 zu einem Ende, als er mit den Transferrechten an Bob Brooke und im Tausch für Dave Barr, ein Drittrunden-Wahlrecht im NHL Entry Draft 1984 und einen nicht genannten Geldbetrag zu den New York Rangers transferiert wurde. Für die Rangers absolvierte der Angreifer jedoch bis zum Ende der folgenden Saison nur 21 Spiele, davon fünf in den Playoffs. Hauptsächlich kam er in der Spielzeit 1984/85 für New Yorks Farmteam New Haven Nighthawks in der American Hockey League zum Einsatz. Im Sommer 1985 beendete er im Alter von 32 Jahren schließlich seine aktive Karriere.

## Erfolge und Auszeichnungen
- 1974 WHL Rookie of the Year

## Karrierestatistik
(Legende zur Spielerstatistik: Sp oder GP = absolvierte Spiele; T oder G = erzielte Tore; V oder A = erzielte Assists; Pkt oder Pts = erzielte Scorerpunkte; SM oder PIM = erhaltene Strafminuten; +/− = Plus/Minus-Bilanz; PP = erzielte Überzahltore; SH = erzielte Unterzahltore; GW = erzielte Siegtore; 1 Play-downs/Relegation; Kursiv: Statistik nicht vollständig)